# Swiss League 2024/25
Die Spielzeit 2024/25 ist die 78. reguläre Austragung der zweiten Spielklasse im Schweizer Eishockeysport.
Neu dabei ist der EHC Chur als Aufsteiger aus der MyHockey League, der das letzte Mal in der Saison 2007/08 in der damaligen National League B spielte. Da mit dem HCV Martigny (Rückzug in die MyHockey League) ein Team aus der Vorsaison nicht mehr dabei ist, umfasst die Liga wiederum zehn Teams. Ausserdem firmieren die Bellinzona Rockets nun unter dem Namen GDT Bellinzona Snakes. Wie in der Vorsaison gibt es in dieser Spielzeit keinen direkten Auf- oder Absteiger.
Es ist die dritte Saison, die von der eigenständigen Swiss League AG ausgerichtet wird. Der TV- und Streaming-Anbieter Sky baut sein Engagement bei der Swiss Ice Hockey Federation weiter aus und wird neuer Namensgeber der Liga, die nun offiziell Sky Swiss League heisst.

## Teilnehmer
|  | Team                  | Standort          | Eishalle                           | Kapazität   | Saison 2023/2024              |
|  | --------------------- | ----------------- | ---------------------------------- | ----------- | ----------------------------- |
|  | GDT Bellinzona Snakes | Bellinzona        | Centro sportivo di Bellinzona      | 2’360       | 10., Keine Playoffs           |
|  | EHC Basel             | Basel             | St. Jakob-Arena                    | 6'612       | 2., Viertelfinal              |
|  | HC La Chaux-de-Fonds  | La Chaux-de-Fonds | Patinoire des Mélèzes              | 5'600       | 1., Meister                   |
|  | EHC Chur              | Chur              | Thomas Domenig Stadion             | 6'500       | 1., Meister u. Aufstieg (MHL) |
|  | GCK Lions             | Küsnacht          | KEK Küsnacht Kunsteisbahn Oerlikon | 2’200 1’500 | 4., Final                     |
|  | EHC Olten             | Olten             | Eisbahn Kleinholz                  | 5'384       | 3., Halbfinal                 |
|  | HC Sierre             | Sierre            | Eishalle Graben                    | 4'500       | 5., Viertelfinal              |
|  | HC Thurgau            | Weinfelden        | Eishalle Güttingersreuti           | 3’100       | 6., Viertelfinal              |
|  | EHC Visp              | Visp              | Lonza Arena                        | 5’150       | 7., Halbfinal                 |
|  | EHC Winterthur        | Winterthur        | Zielbau Arena                      | 2’496       | 8., Viertelfinal              |

## Modus
Jedes Team spielt bis am 31. Januar 2025 fünf Mal gegen jeden Gegner. Dies ergibt 45 Runden, wobei jedes Team 45 Spiele bestreitet. Die besten acht Teams der Regular Season qualifizieren sich für die Playoffs (Best-of-7-Format), die am 11. Februar 2025 beginnen. Sofern der Meister der Swiss League die Aufstiegsbewilligung erhält, hat er in der Folge im Rahmen der Ligaqualifikation die Möglichkeit, gegen den Verlierer der Playout-Serie der National League um den Aufstieg zu kämpfen. Alle anderen Teams aus der Swiss League können nicht in die National League aufsteigen, selbst dann nicht, wenn sie Swiss-League-Meister werden würden.
Für die beiden Mannschaften, welche nach der regulären Spielzeit auf den Plätzen neun und zehn liegen, ist die Saison vorbei.
Antrag für einen Aufstieg gestellt haben: HC La Chaux-de-Fonds, EHC Visp und HC Sierre. (Angenommen: HC La Chaux-de-Fonds und EHC Visp - Abgelehnt: HC Sierre)

## Streams
Sämtliche Partien werden live und bei Begegnungen von Teams aus unterschiedlicher Sprachregionen zweisprachig kommentiert auf swissleague.tv sowie Sky ausgestrahlt. Auf swissleague.tv sind zudem sämtliche Interviews, Highlights und weitere Formate rund um die verschiedenen Clubs und die gesamte Liga verfügbar.
Der TV-Vertrag für die medialen Rechte mit Sky wurden vorzeitig verlängert. Der Naming-Vertrag, sowie der TV-Vertrag laufen ab sofort und über drei Saisons bis und mit der Spielzeit 2026/27.

## Qualifikation

### Tabelle
Abkürzungen: S = Siege, N = Niederlagen, SNV = Siege nach Verlängerung NNV = Niederlagen nach Verlängerung, SNP = Siege nach Penaltyschiessen, NNP = Niederlagen Penaltyschiessen, TVH = Torverhältnis, P/Sp = Punkte pro Spiel
Erläuterungen: Playoffs Saisonende
| Rang | Team                  | GP | S  | SNV | SNP | NNP | NNV | N  | Tore    | TVH | Punkte | P/SP  |
| ---- | --------------------- | -- | -- | --- | --- | --- | --- | -- | ------- | --- | ------ | ----- |
| 1.   | EHC Basel             | 45 | 30 | 3   | 0   | 1   | 0   | 11 | 151:93  | 58  | 97     | 2.156 |
| 2.   | HC La Chaux-de-Fonds  | 45 | 29 | 3   | 1   | 0   | 0   | 12 | 163:102 | 61  | 95     | 2.111 |
| 3.   | HC Thurgau            | 45 | 23 | 1   | 3   | 2   | 1   | 15 | 144:110 | 34  | 80     | 1.778 |
| 4.   | EHC Visp              | 45 | 19 | 1   | 3   | 5   | 4   | 13 | 121:107 | 14  | 74     | 1.644 |
| 5.   | HC Sierre             | 45 | 20 | 3   | 1   | 3   | 1   | 17 | 157:141 | 16  | 72     | 1.600 |
| 6.   | EHC Chur              | 45 | 15 | 3   | 3   | 3   | 4   | 17 | 123:143 | −20 | 64     | 1.422 |
| 7.   | EHC Olten             | 45 | 17 | 1   | 3   | 2   | 2   | 20 | 128:138 | −10 | 63     | 1.400 |
| 8.   | GCK Lions             | 45 | 18 | 0   | 0   | 0   | 2   | 25 | 104:127 | −23 | 56     | 1.244 |
| 9.   | EHC Winterthur        | 45 | 13 | 1   | 4   | 2   | 1   | 24 | 101:132 | −31 | 52     | 1.156 |
| 10.  | GDT Bellinzona Snakes | 45 | 6  | 0   | 1   | 1   | 1   | 36 | 80:179  | −99 | 22     | 0.489 |

### Topscorer
| Spieler           | Mannschaft           | Sp | T  | V  | P  | SM | +/− |
| ----------------- | -------------------- | -- | -- | -- | -- | -- | --- |
| Jakob Stukel      | EHC Basel            | 45 | 31 | 36 | 67 | 8  | +39 |
| Guillaume Asselin | EHC Olten            | 45 | 19 | 44 | 63 | 30 | +11 |
| Samuel Asselin    | HC Sierre            | 45 | 22 | 36 | 58 | 50 | +16 |
| Toms Andersons    | HC La Chaux-de-Fonds | 45 | 18 | 38 | 56 | 37 | +23 |
| Éric Faille       | EHC Olten            | 45 | 21 | 32 | 53 | 28 | +13 |
| Josh Lawrence     | HC Sierre            | 38 | 20 | 24 | 44 | 10 | +6  |
| Steven Owre       | HC La Chaux-de-Fonds | 41 | 26 | 17 | 43 | 16 | +14 |
| David Lindquist   | HC Thurgau           | 45 | 11 | 32 | 43 | 22 | +8  |
| Sondre Olden      | HC La Chaux-de-Fonds | 34 | 13 | 26 | 39 | 10 | +22 |
| Dario Kummer      | EHC Basel            | 42 | 15 | 23 | 38 | 41 | +22 |

### Torhüter
| Spieler           | Mannschaft            | Sp | GTS  | Sv%   | SO |
| ----------------- | --------------------- | -- | ---- | ----- | -- |
| Andri Henauer     | EHC Basel             | 24 | 1,67 | 94,25 | 4  |
| Loic Galley       | HC Thurgau            | 19 | 1,81 | 92,90 | 3  |
| Viktor Östlund    | HC La Chaux-de-Fonds  | 34 | 2,01 | 93,06 | 5  |
| Robin Meyer       | EHC Visp              | 42 | 2,06 | 92,29 | 6  |
| Sascha Ruppelt    | GCK Lions             | 21 | 2,27 | 92,98 | 3  |
| Fabio Haller      | EHC Basel             | 20 | 2,28 | 92,14 | 4  |
| Christof Von Burg | EHC Winterthur        | 23 | 2,54 | 93,25 | 1  |
| Remo Giovannini   | HC Sierre             | 37 | 2,69 | 91,83 | 1  |
| Mathieu Croce     | HC Thurgau            | 20 | 2,70 | 91,98 | 0  |
| Lucas Rötheli     | EHC Olten             | 30 | 2,94 | 90,51 | 3  |
| Damian Stettler   | EHC Winterthur        | 22 | 3,04 | 92,24 | 1  |
| Davide Fadani     | GDT Bellinzona Snakes | 23 | 3,56 | 92,36 | 0  |

## Playoffs

### Playoffbaum
| Viertelfinal                                          | Viertelfinal                                          | Viertelfinal                                          |                                                       | Halbfinal                                             | Halbfinal                                             | Halbfinal                                             |   |           | Final    | Final | Final |
|                                                       |                                                       |                                                       |                                                       |                                                       |                                                       |                                                       |   |           |          |       |       |
| 1                                                     | EHC Basel                                             | 4                                                     |                                                       |                                                       |                                                       |                                                       |   |           |          |       |       |
| 8                                                     | GCK Lions                                             | 1                                                     |                                                       |                                                       |                                                       |                                                       |   |           |          |       |       |
|                                                       |                                                       |                                                       | 1                                                     | EHC Basel                                             | 4                                                     |                                                       |   |           |          |       |       |
|                                                       |                                                       |                                                       | 7                                                     | EHC Olten                                             | 3                                                     |                                                       |   |           |          |       |       |
| 2                                                     | HC La Chaux-de-Fonds                                  | 2                                                     |                                                       |                                                       |                                                       |                                                       |   |           |          |       |       |
| 7                                                     | EHC Olten                                             | 4                                                     |                                                       |                                                       |                                                       |                                                       |   |           |          |       |       |
| (Die Teams werden nach der ersten Runde neu gesetzt.) | (Die Teams werden nach der ersten Runde neu gesetzt.) | (Die Teams werden nach der ersten Runde neu gesetzt.) | (Die Teams werden nach der ersten Runde neu gesetzt.) | (Die Teams werden nach der ersten Runde neu gesetzt.) | (Die Teams werden nach der ersten Runde neu gesetzt.) | (Die Teams werden nach der ersten Runde neu gesetzt.) | 1 | EHC Basel | 1        |       |       |
| (Die Teams werden nach der ersten Runde neu gesetzt.) | (Die Teams werden nach der ersten Runde neu gesetzt.) | (Die Teams werden nach der ersten Runde neu gesetzt.) | (Die Teams werden nach der ersten Runde neu gesetzt.) | (Die Teams werden nach der ersten Runde neu gesetzt.) | (Die Teams werden nach der ersten Runde neu gesetzt.) | (Die Teams werden nach der ersten Runde neu gesetzt.) |   | 4         | EHC Visp | 4     |       |
| 3                                                     | HC Thurgau                                            | 4                                                     |                                                       |                                                       |                                                       |                                                       |   |           |          |       |       |
| 6                                                     | EHC Chur                                              | 0                                                     |                                                       |                                                       |                                                       |                                                       |   |           |          |       |       |
|                                                       |                                                       |                                                       | 3                                                     | HC Thurgau                                            | 0                                                     |                                                       |   |           |          |       |       |
|                                                       |                                                       |                                                       | 4                                                     | EHC Visp                                              | 4                                                     |                                                       |   |           |          |       |       |
| 4                                                     | EHC Visp                                              | 4                                                     |                                                       |                                                       |                                                       |                                                       |   |           |          |       |       |
| 5                                                     | HC Sierre                                             | 1                                                     |                                                       |                                                       |                                                       |                                                       |   |           |          |       |       |
|                                                       |                                                       |                                                       |                                                       |                                                       |                                                       |                                                       |   |           |          |       |       |

### Viertelfinal
|                                  | Serie | 1         | 2         | 3         | 4   | 5   | 6         | 7   | [Q]   |
| -------------------------------- | ----- | --------- | --------- | --------- | --- | --- | --------- | --- | ----- |
| EHC Basel – GCK Lions            | 4:1   | 2:1       | 3:2 n. V. | 2:3 n. V. | 4:1 | 7:1 | -:-       | -:- | [-:-] |
| HC La Chaux-de-Fonds – EHC Olten | 2:4   | 4:3 n. V. | 0:6       | 2:3 n. V  | 2:4 | 5:3 | 2:3 n. V. | -:- | [-:-] |
| HC Thurgau – EHC Chur            | 4:0   | 4:3 n. V. | 4:1       | 3:1       | 4:0 | -:- | -:-       | -:- | [-:-] |
| EHC Visp – HC Sierre             | 4:1   | 3:2       | 0:3       | 6:2       | 2:1 | 2:0 | -:-       | -:- | [-:-] |

### Halbfinal
|                       | Serie | 1         | 2         | 3         | 4         | 5   | 6   | 7   | [Q]   |
| --------------------- | ----- | --------- | --------- | --------- | --------- | --- | --- | --- | ----- |
| EHC Basel – EHC Olten | 4:3   | 3:2 n. V. | 1:2       | 1:0 n. V. | 5:4 n. V. | 2:5 | 0:7 | 2:0 | [-:-] |
| HC Thurgau – EHC Visp | 0:4   | 1:3       | 1:2 n. V. | 2:4       | 0:3       | -:- | -:- | -:- | [-:-] |

### Final
| 16. März 2025 12:30 Uhr | EHC Basel Jamie Schaub (18:38) Alain Bircher (49:30) Jakob Stukel (58:57) | 3:1 (1:0, 0:0, 2:1) Spielbericht Stand: 1:0 | EHC Visp Fadri Riatsch (44:12) | St. Jakob Arena, Basel Zuschauer: 3413 |

| 18. März 2025 19:45 Uhr | EHC Visp Dario Burgener (45:57) | 1:0 (0:0, 0:0, 1:0) Spielbericht Stand: 1:1 | EHC Basel | Lonza Arena, Visp Zuschauer: 4033 |

| 21. März 2025 19:45 Uhr | EHC Basel Dario Kummer (3:58) | 1:3 (1:0, 0:1, 0:2) Spielbericht Stand: 1:2 | EHC Visp Fadri Riatsch (35:17) Alessandro Lurati (45:11) Dario Burgener (58:46) | St. Jakob Arena, Basel Zuschauer: 4252 |

| 23. März 2025 17:45 Uhr | EHC Visp Dario Burgener (20:21) Noah Fuss (39:05) Andy Ritz (49:59) | 3:2 (0:1, 2:1, 1:0) Spielbericht Stand: 3:1 | EHC Basel Alban Rexha (1:55) Brett Supinski (20:36) | Lonza Arena, Visp Zuschauer: 4739 |

| 25. März 2025 19:45 Uhr | EHC Basel Cédric Aeschbach (18:09) Brett Supinski (22:24) Brett Supinski (41:18) | 3:4 (1:0, 1:2, 1:2) Spielbericht Stand: 1:4 | EHC Visp Yannick Brüschweiler (27:59) Sandro Forrer (34:18) Jorden Gähler (47:38) Fadri Riatsch (56:16) | St. Jakob Arena, Basel Zuschauer: 4087 |

### Meistermannschaft des EHC Visp
| Sky Swiss League Meister EHC Visp | Torhüter: Alessio Beglieri, Gabriel Rieder, Robin Meyer Verteidiger: Virgile Thévoz, Finn Fuchs, Marco Forrer, Oliver Heinen, Jorden Gähler, Daniel Eigenmann, Tim Grossniklaus, Nicolò Ugazzi, Rocco Pezzullo Angreifer: Yannick Brüschweiler, Vincent Ryser, Andy Ritz, Noah Fuss, Dean Schwenninger, Alessandro Lurati, Adam Brodecki, Sander Jansen, Dario Burgener, Jacob Nilsson, Simon Wüest, Fadri Riatsch, Sandro Forrer, Garry Nunn, Stefan Mäder, Robin Perren Cheftrainer: Heinz Ehlers Assistenztrainer: Kevin Hecquefeuille Goalietrainer: Alexander Zalewsky |
| --------------------------------- | --- |

## Liga-Qualifikation
Als aufstiegsberechtigtes Team traf der EHC Visp als Meister der Swiss League in einer Best-of-Seven-Serie auf den HC Ajoie, den Verlierer der Playout-Serie in der National League. Der Sieger der Serie sicherte sich den letzten verbliebenen Startplatz in der National League für die folgende Spielzeit, während der Verlierer der Swiss League zugeordnet wurde.